# San Marcos (Guatemala)
San Marcos is een stad en gemeente in Guatemala en is de hoofdplaats van het gelijknamige departement.
San Marcos telt 60.000 inwoners.